# Station Roodeschool (tot 2018)

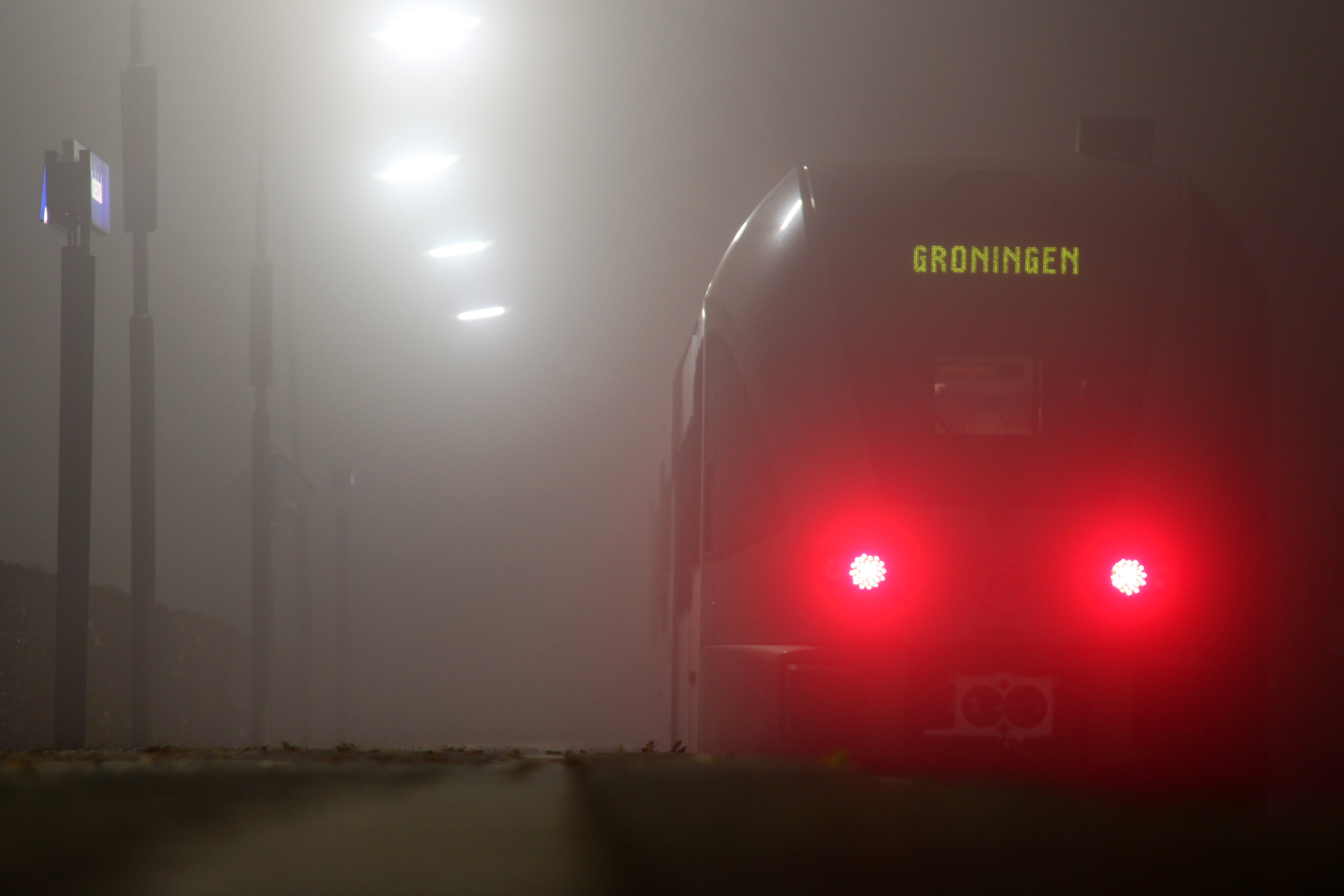
Een Spurt in de avondmist in Roodeschool.

Het voormalige station Roodeschool was tot en met 4 januari 2018 het spoorwegstation van de Groninger plaats Roodeschool. Vier dagen later werd het vervangen door een spoorweghalte met dezelfde naam, die iets westelijker is gelegen.

## Voormalig station
Dit was het meest noordelijk gelegen station van Nederland en tevens voor reizigerstreinen het eindpunt van de op 16 augustus 1893 geopende spoorlijn Groningen-Hoofdstation - Sauwerd - Roodeschool. Deze werd vanaf Sauwerd aangelegd door de Groninger Locaalspoorweg-Maatschappij en geëxploiteerd door de Staatspoorwegen, die de exploitatie op 1 januari 1938 overdroegen aan de Nederlandse Spoorwegen. Het station van het Standaardtype GLS Tweede Klasse is in 1973 afgebroken en vervangen door een abri. Het station werd tussen 2005 en 4 januari 2018 bediend door Arriva. De laatste trein uit Groningen kwam op 4 januari 2018 om 16:15 uur aan.
Achter het station ligt een laadplaats voor aardgascondensaat van Noordgastransport. Hier wordt het bij de bewerking van aardgas ontstane condensaat in ketelwagens overgeladen.
Om geluidsoverlast bij stilstaande treinen van het type Spurt te beperken liet Arriva de treinen niet tot de wachtruimte door rijden maar keerden deze aan het begin van het perron. Met het verplaatsen van het station naar de Hooilandseweg in 2018 is dit probleem opgelost.
Het nieuwe station Roodeschool aan de Hooilandseweg werd op 8 januari 2018 in gebruik genomen.

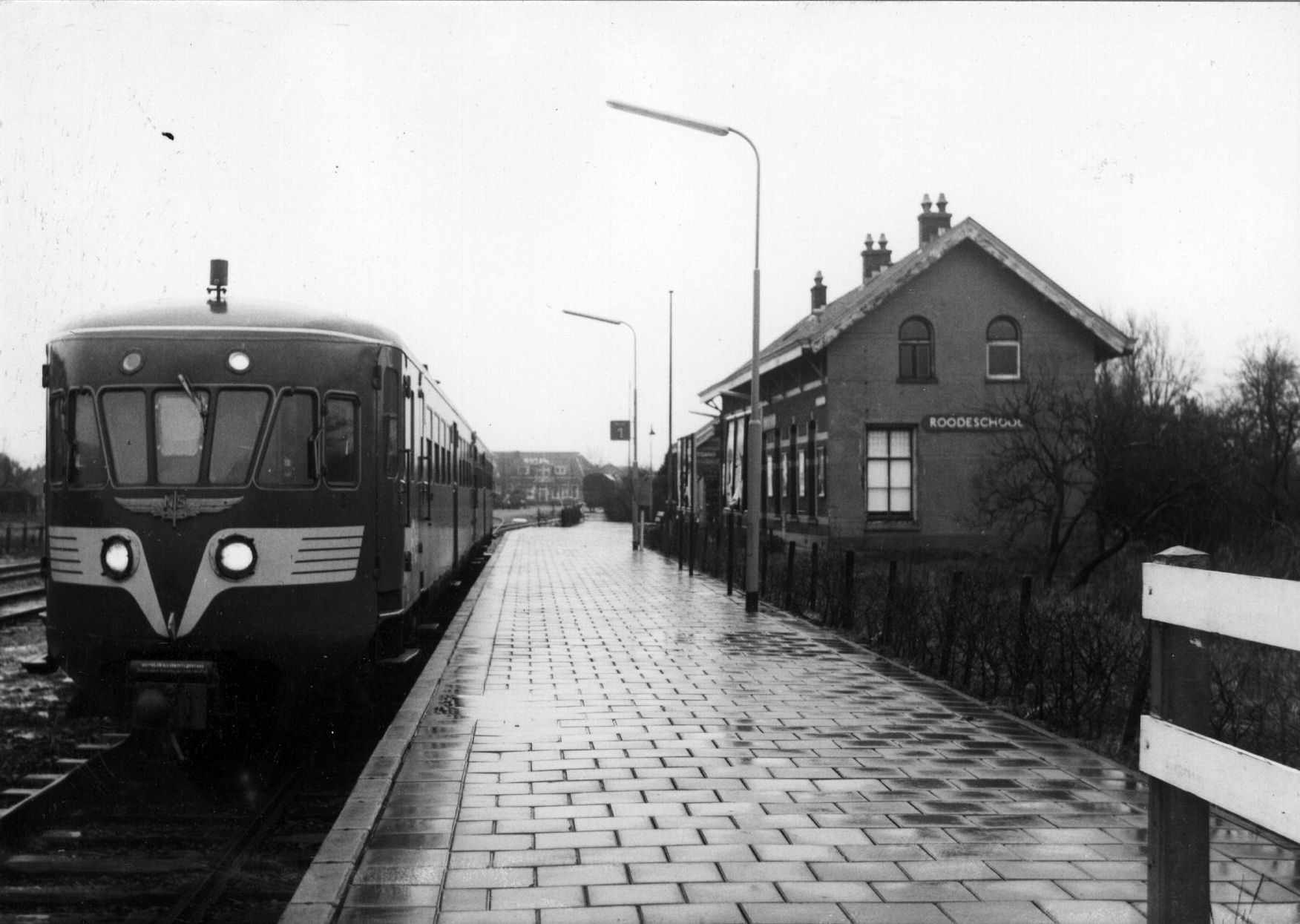
Een Blauwe Engel langs het perron met rechts het oude stationsgebouw kort voor de afbraak. November 1970
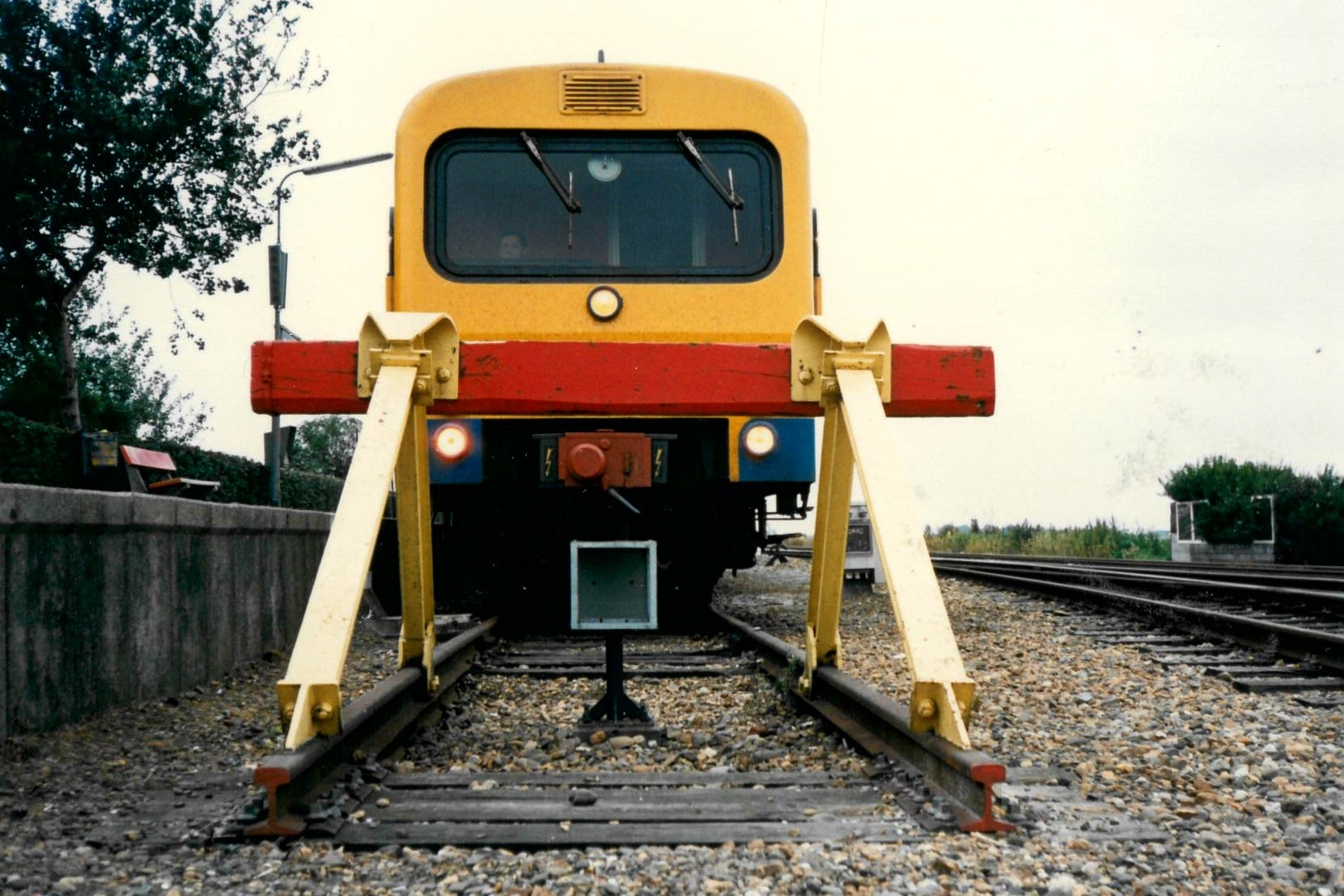
Roodeschool in 1988, stootblok met Wadloper 3223
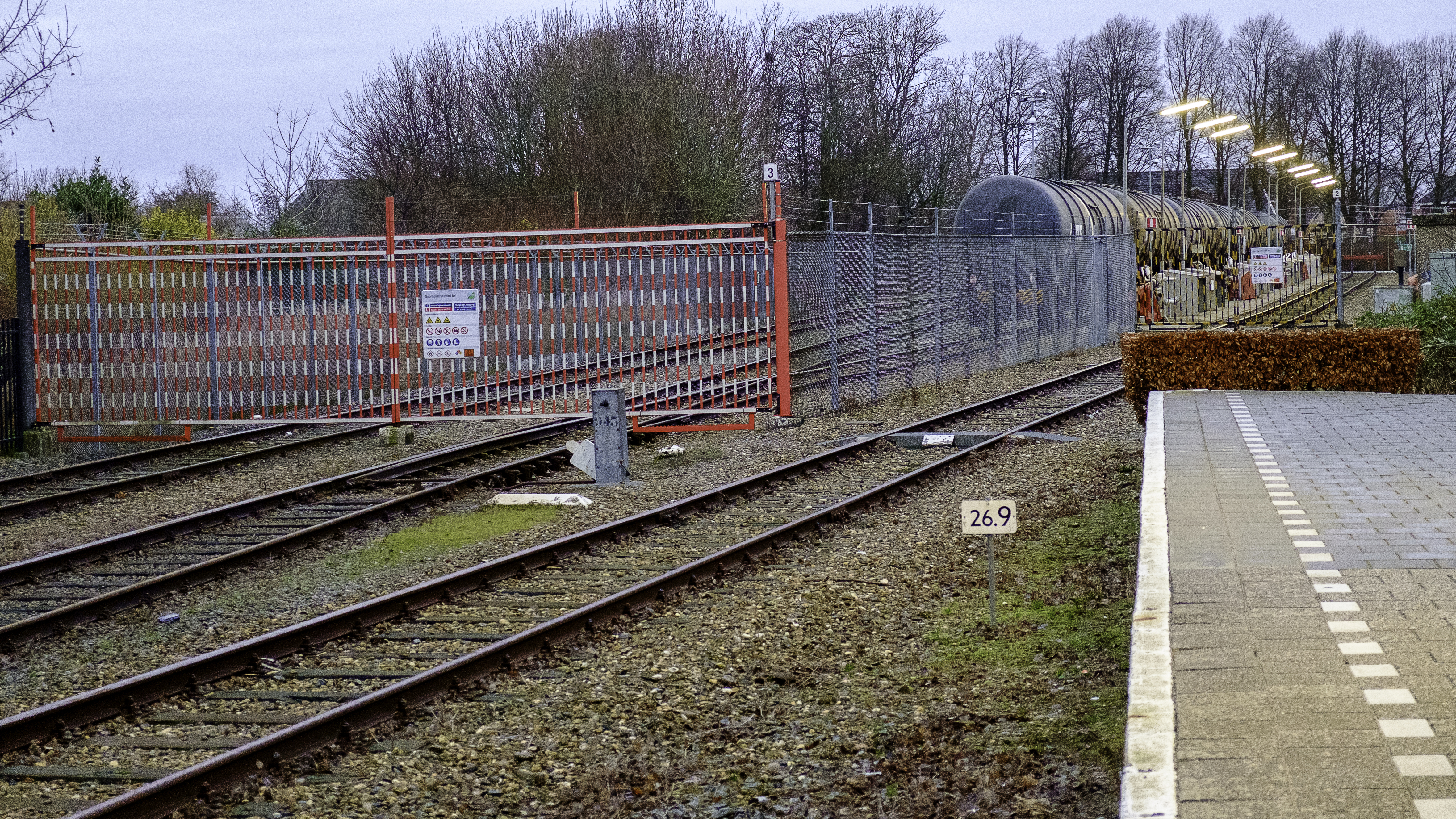
Laadplaats Noordgastransport
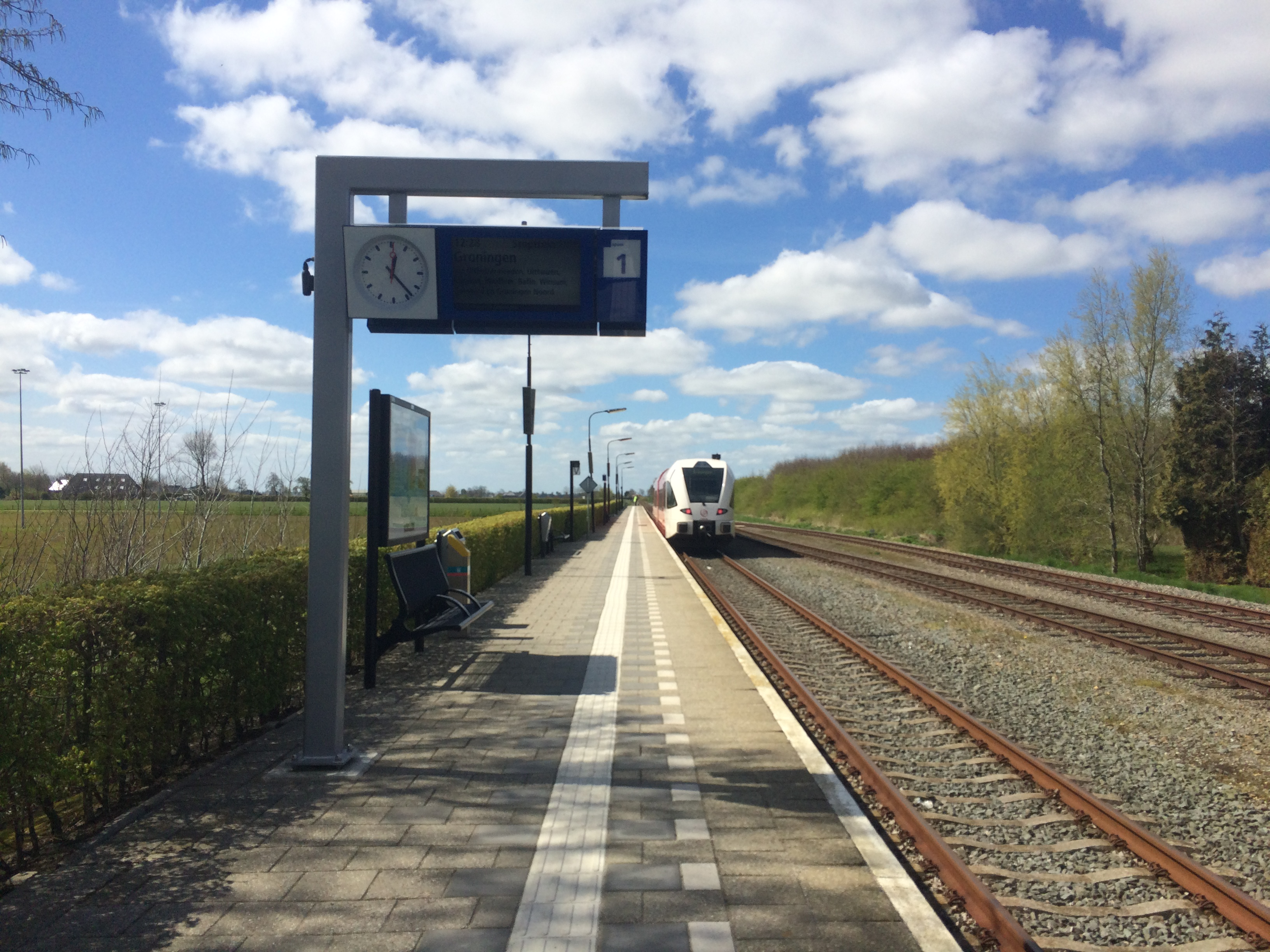
Perron van het station in 2016, met een Spurt naar Groningen
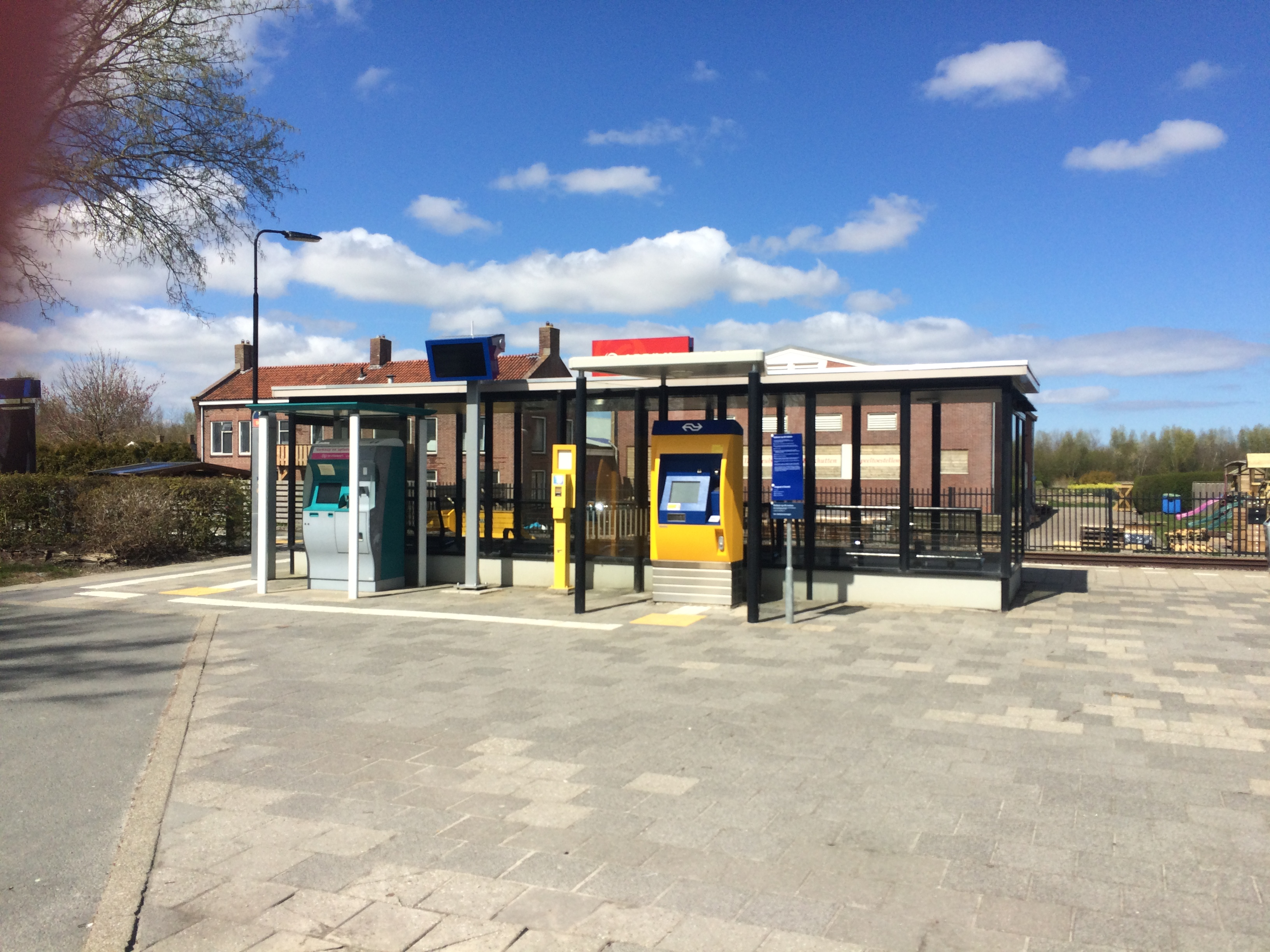
Kaartautomaten en wachtruimte op station Roodeschool
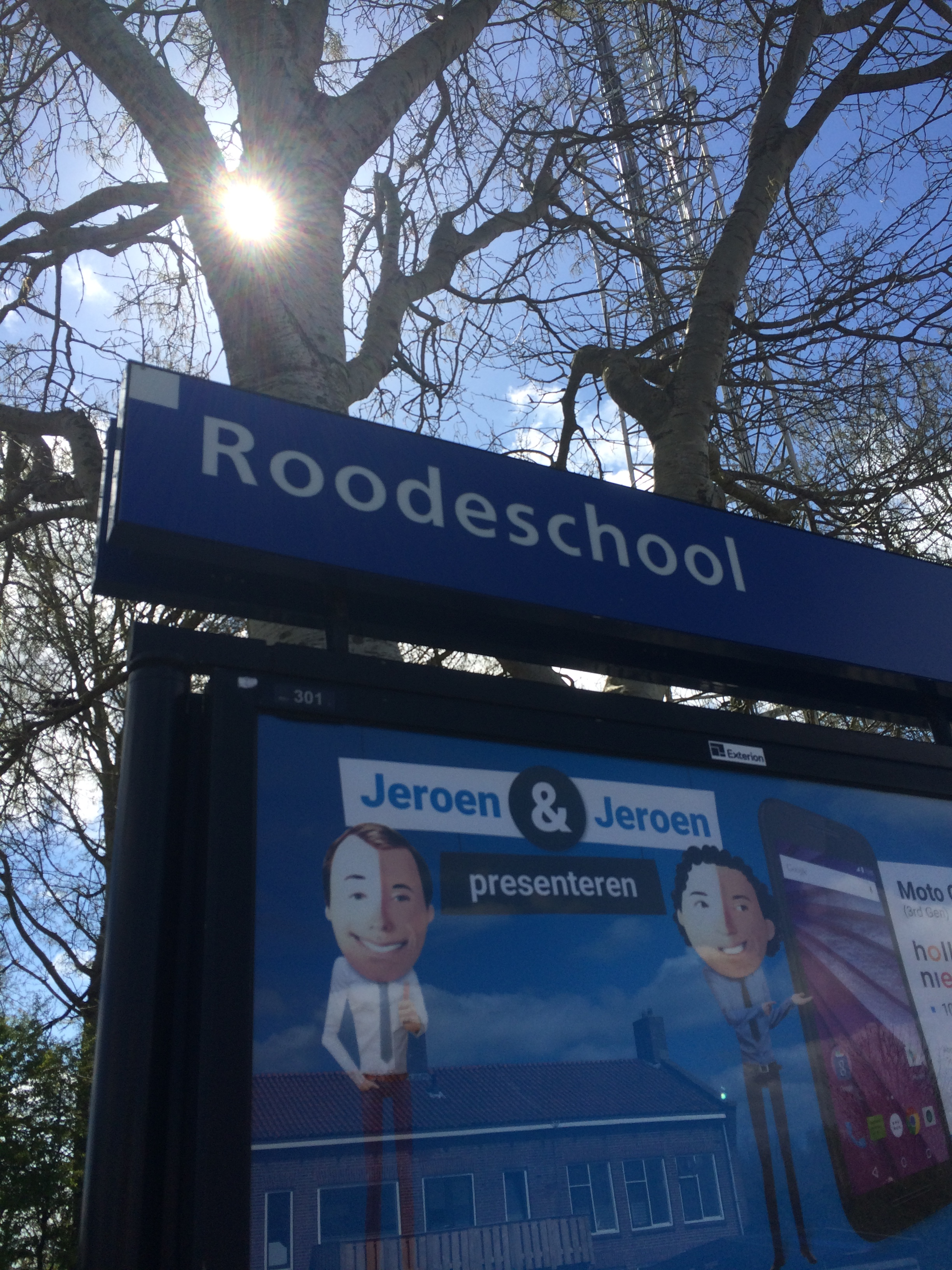
Stationsbord

## Nieuwe station
In 2017 is begonnen met de werkzaamheden om de spoorlijn te verlengen naar de Eemshaven. Het station Roodeschool is vervangen door een buiten de plaats gelegen station op de kruising van de Stamlijn Eemshaven met de Hooilandseweg. Dit is sedert 28 maart 2018 niet meer het "noordelijkst gelegen station in Nederland", doordat het nieuwe station Eemshaven op ongeveer vijf kilometer ten noordoosten van Roodeschool ligt. Hoewel de werkzaamheden oorspronkelijk zouden beginnen in 2013 is daadwerkelijk begonnen in 2017. Met het verlenen van de nieuwe concessie aan Arriva Personenvervoer Nederland is aangekondigd dat in principe alle treinen tot 20.00 uur doorrijden naar en van de Eemshaven, omdat de verlenging niet alleen bedoeld is voor de aansluiting op de veerboot naar het eiland Borkum, maar ook ten dienste staat van de werkenden in het Eemshavengebied. Medio 2019 reden slechts vijf treinen per dag door naar Eemshaven, waardoor het nieuwe station voor de meeste treinen nog het eindpunt was.

## Verbindingen
Treindienst tot en met 4 januari 2018;
| Serie      | Treinsoort         | Route                               | Bijzonderheden                                 |
| ---------- | ------------------ | ----------------------------------- | ---------------------------------------------- |
| 37600 RS 4 | Stoptrein (Arriva) | Groningen – Roodeschool – Eemshaven | Vier à vijf treinen per dag van/naar Eemshaven |